# Tour de Alberta de 2014
A 2.ª edição do Tour de Alberta disputou-se desde a 2 a 7 de setembro de 2014.
Ao igual que no ano anterior, o percurso contou um prólogo inicial e 5 etapas totalizando 737,8 km e a corrida integrou o calendário do UCI America Tour de 2013-2014 dentro da categoria 2.1.
O vencedor foi o sul-africano Daryl Impey (Orica GreenEDGE) graças a sua vitória na etapa final, superando com a bonificación obtida a Tom Dumoulin (Giant-Shimano) por um segundo e a Ruben Zepuntke (Bissell) por 9.

## Equipas participantes
Participaram 15 equipas: 5 de categoria UCI ProTeam, 1 de categoria Profissional Continental, 8 de categoria Continental e uma seleção do Canadá. Formando assim um pelotão de 118 ciclistas dos que acabaram 75.
| Equipa                                      | Categoria                |
| ------------------------------------------- | ------------------------ |
| Garmin Sharp                                | UCI ProTeam              |
| Orica GreenEDGE                             | UCI ProTeam              |
| Cannondale                                  | UCI ProTeam              |
| Team Argos-Shimano                          | UCI ProTeam              |
| Belkin-Pro Cycling Team                     | UCI ProTeam              |
| UnitedHealthcare Pro Cycling Team           | Profissional Continental |
| Jelly Belly presented by Maxxis             | Continental              |
| Optum presented by Kelly Benefit Strategies | Continental              |
| Equipe Garneau-Québecor                     | Continental              |
| Hincapie Sportswear Development Team        | Continental              |
| Team Smartstop                              | Continental              |
| 5 Hour Energy                               | Continental              |
| Bissell Development Team                    | Continental              |
| Silber Pro Cycling                          | Continental              |
| Seleção do Canadá                           |                          |

## Etapas
| Etapa   | Data          | Percorrido                 | km      | Vencedor        | Líder        |
| Prólogo | 2 de setembro | Calgary                    | 4 (CRI) | Tom Dumoulin    | Tom Dumoulin |
| 1.ª     | 3 de setembro | circuito em Lethbridge     | 143     | Ruben Zepuntke  | Tom Dumoulin |
| 2.ª     | 4 de setembro | Innisfail-Red Deer         | 145,3   | Jonas Ahlstrand | Tom Dumoulin |
| 3.ª     | 5 de setembro | Wetaskiwin-Edmonton        | 157,9   | Sep Vanmarcke   | Tom Dumoulin |
| 4.ª     | 6 de setembro | Edmonton-Strathcona County | 163,5   | Theo Bos        | Tom Dumoulin |
| 5.ª     | 7 de setembro | Circuito em Edmonton       | 124,1   | Daryl Impey     | Daryl Impey  |

## Classificações

### Classificação geral
| Posição | Ciclista             | Equipa                         | Tempo            |
| ------- | -------------------- | ------------------------------ | ---------------- |
|         | Daryl Impey          | Orica GreenEDGE                | 16 h 07 min 56 s |
| 2.º     | Tom Dumoulin         | Giant-Shimano                  | a 1 s            |
| 3.º     | Ruben Zepuntke       | Bissell Development            | a 9 s            |
| 4.º     | Ramūnas Navardauskas | Garmin Sharp                   | a 10 s           |
| 5.º     | Ryan Anderson        | Optum-Kelly Benefit Strategies | a 11 s           |
| 6.º     | Serghei Tvetcov      | Jelly Belly-Maxxis             | a 15 s           |
| 7.º     | Leigh Howard         | Orica GreenEDGE                | a 16 s           |
| 8.º     | Daniel Summerhill    | UnitedHealthcare               | a 19 s           |
| 9.º     | Sep Vanmarcke        | Belkin                         | a 31 s           |
| 10.º    | James Oram           | Bissell Development            | m.t.             |

### Classificação por pontos
| Posição | Ciclista             | Equipa                         | Pontos |
| ------- | -------------------- | ------------------------------ | ------ |
|         | Ramūnas Navardauskas | Garmin Sharp                   | 47     |
| 2.º     | Daryl Impey          | Orica GreenEDGE                | 40     |
| 3.º     | Ruben Zepuntke       | Bissell Development            | 29     |
| 4.º     | Theo Bos             | Belkin                         | 27     |
| 5.º     | Ryan Anderson        | Optum-Kelly Benefit Strategies | 26     |

### Classificação da montanha
| Posição | Ciclista           | Equipa              | Pontos |
| ------- | ------------------ | ------------------- | ------ |
|         | Simon Yates        | Orica GreenEDGE     | 58     |
| 2.º     | Robin Carpenter    | Hincapie Sportswear | 42     |
| 3.º     | Mathew Hayman      | Orica GreenEDGE     | 22     |
| 4.º     | Alessandro Bazzana | UnitedHealthcare    | 20     |
| 5.º     | Steven Kruijswijk  | Belkin              | 15     |

### Classificação dos jovens
| Posição | Ciclista            | Equipa              | Pontos           |
| ------- | ------------------- | ------------------- | ---------------- |
|         | Tom Dumoulin        | Giant-Shimano       | 16 h 07 min 57 s |
| 2.º     | Ruben Zepuntke      | Bissell Development | a 8 s            |
| 3.º     | James Oram          | Bissell Development | a 30 s           |
| 4.º     | Daniel Eaton        | Bissell Development | a 46 s           |
| 5.º     | Nicky Van der Lijke | Belkin              | a 48 s           |

### Classificação do melhor canadiano
| Posição | Ciclista        | Equipa                         | Pontos           |
| ------- | --------------- | ------------------------------ | ---------------- |
|         | Ryan Anderson   | Optum-Kelly Benefit Strategies | 16 h 08 min 07 s |
| 2.º     | Hugo Houle      | Seleção do Canadá              | a 1 min 26 s     |
| 3.º     | Michael Woods   | 5 Hour Energy                  | a 1 min 42 s     |
| 4.º     | Garrett McCleod | Champion System                | a 2 min 33 s     |
| 5.º     | Pierrick Naud   | Garneau-Québecor               | a 3 min 30 s     |

### Classificação por equipas
| Posição | Equipa              | Tempo            |
| ------- | ------------------- | ---------------- |
|         | Garmin Sharp        | 48 h 24 min 42 s |
| 2.º     | Orica GreenEDGE     | a 10 s           |
| 3.º     | Bissell Development | a 48 s           |
| 4.º     | Belkin              | m.t.             |
| 5.º     | UnitedHealthcare    | a 1 min 19 s     |

## Evolução das classificações
| Etapa (Vencedor)             | Classificação geral | Classificação por pontos | Classificação da montanha | Classificação dos jovens | Classificação do melhor canadiano | Classificação por equipas | Prêmio da combatividad |
| ---------------------------- | ------------------- | ------------------------ | ------------------------- | ------------------------ | --------------------------------- | ------------------------- | ---------------------- |
| Prólogo (CRI) (Tom Dumoulin) | Tom Dumoulin        | Tom Dumoulin             | não entregado             | Tom Dumoulin             | Zachary Bell                      | Garmin-Sharp              | Daniel Summerhill      |
| 1.ª etapa (Ruben Zepuntke)   | Tom Dumoulin        | Ruben Zepuntke           | Robin Carpenter           | Tom Dumoulin             | Ryan Anderson                     | Orica GreenEDGE           | Mathew Hayman          |
| 2.ª etapa (Jonas Ahlstrand)  | Tom Dumoulin        | Ruben Zepuntke           | Simon Yates               | Tom Dumoulin             | Ryan Anderson                     | Orica GreenEDGE           | Kiel Reijnen           |
| 3.ª etapa (Sep Vanmarcke)    | Tom Dumoulin        | Ramūnas Navardauskas     | Simon Yates               | Tom Dumoulin             | Ryan Anderson                     | Orica GreenEDGE           | Matteo Dal-Cin         |
| 4.ª etapa (Theo Bos)         | Tom Dumoulin        | Ramūnas Navardauskas     | Simon Yates               | Tom Dumoulin             | Ryan Anderson                     | Garmin-Sharp              | Janvier Hadi           |
| 5.ª etapa (Daryl Impey)      | Daryl Impey         | Ramūnas Navardauskas     | Simon Yates               | Tom Dumoulin             | Ryan Anderson                     | Garmin-Sharp              | Steven Kruijswijk      |
| Final                        | Daryl Impey         | Ramūnas Navardauskas     | Simon Yates               | Tom Dumoulin             | Ryan Anderson                     | Garmin Sharp              |                        |